# Contes bruns

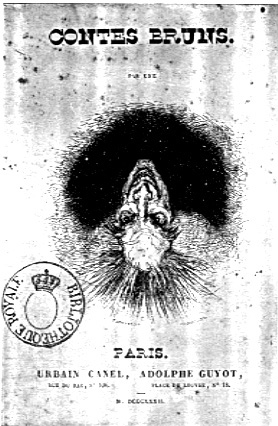
Capa do livro

Contes bruns (Contos marrons) é uma antologia de contos macabros anônimos publicada a partir de 1832 por Adolphe Guyot e Urbain Canel. Em realidade, trata-se de contos escritos por três autores: Charles Rabou, Philarète Chasles e Honoré de Balzac, sendo este o mais famoso e bem sucedido dos três, criador da monumental Comédia Humana. Curiosamente, Balzac reaproveitou alguns dos contos deste livro em uma novela da Comédia, Autre étude de femme.

## Contos
- Une conversation entre onze heures et minuit (Honoré de Balzac)
- L’Œil sans paupière (Philarète Chasles)
- Sara la danseuse (Charles Rabou)
- Une bonne fortune (Philarète Chasles)
- Tobias Guarnerius (Charles Rabou)
- La Fosse de l’avare (Philarète Chasles)
- Les Trois sœurs (Philarète Chasles)
- Les Regrets (Charles Rabou)
- Le Ministère public (Charles Rabou)
- Le Grand d’Espagne (Honoré de Balzac)